# 秋葉高彰
秋葉 高彰（あきば たかあき、1970年6月22日 - ）は、タイタン所属の放送作家、演劇ユニット・ザ☆夕方カレーの主宰である。埼玉県出身。
25歳で入団したコント劇団にて台本を担当。退団後タイタンに台本を持ち込み、1998年に『大爆笑問題』（テレビ東京）で放送作家としてデビュー。
爆笑問題などの番組を多く手掛け、「座付き作家」と称されることもある。言い訳が多いことから爆笑問題カーボーイでは「秋葉の言い訳」というコーナーが作られたこともある。

## 担当番組

### 爆笑問題

#### 現在
- 火曜JUNK 爆笑問題カーボーイ
- 爆報! THE フライデー
- サンデージャポン
- 世界の日本人妻は見た!
- 世界が驚いたニッポン! スゴ〜イデスネ!!視察団
- バクモン学園

#### 以前
- 爆笑学園ナセバナ〜ル!
- 爆笑問題の検索ちゃん
- キズナ食堂
- なるほど!ザ・ワールド
- 爆笑問題&日本国民のセンセイ教えて下さい!
- 最強運芸能人決定戦。
- 爆笑問題のバク天!
- スパスパ人間学!
- 決定!これが日本のベスト100全国一斉○○テスト
- ハッピーボーイズアワー爆笑おすピー問題!
- 爆笑おすピー大問題!!
- 爆笑問題☆伝説の天才
- 爆笑問題のススメ
- 驚き!謎マネー100連発・世間を騒がすアノ値段一挙公開スペシャル
- 日本全国徹底調査!好きなアニメランキング100
- やまだひさしのラジアンリミテッド
- スタ☆メン
- お願い!ランキングGOLD
- ストライクTV
- 侃侃諤諤
- S☆1

### その他
- 森田一義アワー 笑っていいとも!(月曜日→火曜日)
- MUSIX!

## 関連人物
- 爆笑問題
- 田中裕二
- 太田光
- 高橋洋二
- 野口悠介
- YAS5000